# Çağlıyan, Yusufeli
Çağlıyan là một xã thuộc huyện Yusufeli, tỉnh Artvin, Thổ Nhĩ Kỳ. Dân số thời điểm năm 2010 là 32 người.